# Gitobu Imanyara
Gitobu Imanyara (sinh năm 1954) là luật sư, nhà báo, chính trị gia và nhà hoạt động nhân quyền người Kenya.

## Tiểu sử
Imanyara đã bị bắt giam ở Nhà tù Anh ninh tối đa (Maximum Security Prison) hơn 2 năm vì làm luật sư bảo vệ nhân quyền. Khi ra tù, ông đã sáng lập Nguyệt san Luật Nairobi (Nairobi Law Monthly) năm 1987. Nguyệt san này đã không được chính sách độc đảng của Daniel arap Moi thông cảm và Imanyara bị bắt vì tội không đăng ký tạp chí. Năm 1990 ông lại bị bắt sau khi viết một vấn đề đặc biệt mang tên "Cuộc tranh luận lịch sử: Luật, Dân Chủ và Chính trị đa đảng ở Kenya". Trong khi ngồi tù, ông được tổ chức "World Press Review" trao danh hiệu "Biên tập viên quốc tế trong năm" và được gọi là "tiếng nói táo bạo nhất cho tự do báo chí trong một đất nước mà chính phủ không khoan dung và không ngần ngại dập tắt các ấn phẩm và là nơi mà hầu hết các nhà báo phải thi hành việc tự kiểm duyệt".
Imanyara bị bắt lần thứ ba vào tháng 4 năm 1991 sau khi cảnh sát tịch thu các báo của ông phát hành. do thông tin vi phạm luật được đăng trên báo, nói về sự thành lập một đảng đối lập chính trị, và Imanyara đã không thể thông báo cho gia đình hoặc luật sư của mình. Các giấy tờ của ông bị lục soát mà không có trát của tòa án.
Khi bị giam cầm, Imanyara đã bị một khối u ở não, và được chữa trị. Số tiền viện trợ cho Kenya đã giảm đi đáng kể sau khi ông bị bắt giữ, và Bộ Ngoại giao Hoa Kỳ gọi đó là "một sự phủ nhận tự do ngôn luận khác ở Kenya".
Trong cuộc tổng tuyển cử ở Kenya tháng 12 năm 1997, ông đã giành được một chiến thắng áp đảo trong khu vực và được bầu làm nghị sĩ cho Khu bầu cử Trung tâm Imenti.  Ông tiếp tục xuất bản tờ báo của mình, được đổi tên thành "Africa Law Review"  Imanyara là thành viên của Hội đồng tư vấn của "Urban Morgan Institute for Human Rights", và cũng là thành viên của Viện truyền thông cho sự thăng tiến tự do ngôn luận.
Tháng Giêng năm 2008, Imanyara cáo buộc đệ nhất phu nhân Kenya Lucy Kibaki tội hành hung và đe dọa sẽ kiện bà về vụ này. Lucy Kibaki đã nhanh chóng phủ nhận các cáo buộc trên, đồng thời buộc tội Imanyara tống tiền sau khi không giữ được ghế Phó Chủ Tọa trong cuộc bầu cử  ở Quốc hội 

## Giải thưởng
- 1991 Giải vì Tự do
- Năm 1991, ông được trao Giải Bút vàng Tự do, nhưng vì chính quyền không cho phép ông rời khỏi đất nước để nhận giải, nên chủ tịch Otto Lambsdorff đã đích thân mang giải tới Nairobi vào đầu năm 1992.[4].